# Municipio de Sherman (condado de St. Joseph)
El municipio de Sherman (en inglés: Sherman Township) es un municipio ubicado en el condado de St. Joseph en el estado estadounidense de Míchigan. En el año 2010 tenía una población de 3205 habitantes y una densidad poblacional de 35,41 personas por km².

## Geografía
El municipio de Sherman se encuentra ubicado en las coordenadas 41°51′40″N 85°28′39″O / 41.86111, -85.47750. Según la Oficina del Censo de los Estados Unidos, el municipio tiene una superficie total de 90.51 km², de la cual 85,4 km² corresponden a tierra firme y (5,65 %) 5,11 km² es agua.

## Demografía
Según el censo de 2010, había 3205 personas residiendo en el municipio de Sherman. La densidad de población era de 35,41 hab./km². De los 3205 habitantes, el municipio de Sherman estaba compuesto por el 96,1 % blancos, el 0,37 % eran afroamericanos, el 0,41 % eran amerindios, el 0,81 % eran asiáticos, el 1,03 % eran de otras razas y el 1,28 % eran de una mezcla de razas. Del total de la población el 2,22 % eran hispanos o latinos de cualquier raza.